# Federico Angiulli
Federico Angiulli (Segrate, 4 marzo 1992) è un calciatore italiano, centrocampista del Teramo.

## Caratteristiche tecniche
È un centrocampista che gioca principalmente come mezzala, ma anche come centrale o mediano. È abile negli inserimenti e nel tiro da fuori.

## Carriera

### Club

#### Inizi e Pergocrema
Nato a Segrate, in provincia di Milano, cresciuto nelle giovanili del Pergocrema,nel 2010/2011 disputa disputa il campionato di Lega Pro Prima Divisione, con il Pergocrema. Debutta tra i professionisti il 31 ottobre 2010, a 18 anni, entrando al 77' della vittoria per 2-0 sul campo del Gubbio, all'undicesima di campionato. Rimane in gialloblu due stagioni, giocando 28 volte, arrivando 13º la prima stagione e 11º la seconda, quando poi la società fallirà, ripartendo come Pergolettese in Serie D.

#### Avellino
A luglio 2012 passa all'Avellino, sempre in Lega Pro Prima Divisione. Esordisce con gli irpini il 5 agosto, nel 1º turno di Coppa Italia, entrando al 60' del successo interno per 3-1 sulla Sambenedettese. La prima in campionato la gioca invece il 2 settembre, nel primo turno, in casa contro il Prato, rimanendo in campo l'intera gara, pareggiata per 1-1. Segna la sua prima rete il 21 gennaio 2013, realizzando l'illusorio 1-0 al 43' nella sconfitta per 4-1 in trasferta contro la Paganese in Prima Divisione. Chiude il primo anno in biancoverde con la vittoria del girone B di Lega Pro Prima Divisione, con l'Avellino che ritorna in Serie B dopo 5 anni. Angiulli fa il suo esordio in seconda serie il 19 ottobre, disputando gli ultimi tre minuti di gara di Avellino-Carpi 4-1, decima di campionato. Termina l'esperienza dopo due stagioni intere, con 42 gare giocate e 2 gol, arrivando 11º nella seconda annata in Campania.

#### Reggiana
Nell'estate 2014 scende in Lega Pro (appena nata dall'unione di Prima e Seconda Divisione), firmando con la Reggiana. Fa il suo esordio il 7 agosto, nel girone di Coppa Italia Lega Pro, giocando dal 1' nella vittoria di misura per 1-0 sul campo del Pro Piacenza. Il debutto in campionato avviene il 1º settembre, alla prima giornata, quando gioca titolare nella gara persa per 1-0 in trasferta contro il Forlì. Il 22 novembre segna il primo gol, quello dell'1-0 al 30' nel 4-0 interno sul Prato in Lega Pro. Rimane in Emilia una stagione e mezza, giocando 60 volte e segnando 9 reti. Nel primo dei due campionati la Reggiana arriva al 3º posto, qualificandosi ai play-off dove viene eliminata in semifinale ai rigori dal Bassano Virtus, nonostante un suo gol che aveva portato la gara sull'1-1.

#### Benevento
A inizio 2016 si trasferisce al Benevento, nel girone C di Lega Pro. Debutta in giallorosso il 24 gennaio, al 19º turno di campionato, entrando al 68' della vittoria casalinga per 1-0 sulla Lupa Castelli Romani. Va in rete per la prima volta il 13 marzo, segnando una doppietta nel 6-0 in casa contro la Casertana in Lega Pro. Chiude con 14 presenze e 4 reti, vincendo il girone C ed ottenendo quindi la promozione in Serie B, la prima nella storia dei sanniti.

#### Ritorno alla Reggiana
Nell'estate 2016 ritorna dopo mezza stagione alla Reggiana. Fa il suo secondo debutto il 31 luglio, nel 1º turno di Coppa Italia, giocando titolare nella vittoria per 3-2 d.t.s. in trasferta contro la Feralpisalò. La prima in campionato la gioca invece il 27 agosto, prima giornata, partendo dall'inizio nella sfida persa per 2-1 sul campo del Bassano Virtus. Nel turno successivo, il 3 settembre, segna il suo primo gol, realizzando il 3-0 al 59' nel successo interno per 4-0 sull'Ancona. Rimane soltanto la prima metà di stagione, totalizzando 23 presenze e 2 gol, che portano a 83 partite giocate e 11 reti il totale in maglia granata.

#### Pisa
Nel calciomercato invernale 2017 torna a giocare in Serie B dopo tre stagioni, accasandosi al Pisa. Esordisce in nerazzurro il 21 gennaio, nel successo interno per 1-0 sulla Ternana del 22º turno di campionato, giocando titolare. Il 25 febbraio realizza il suo primo gol, quello del definitivo 4-2 al 64' nella vittoria sul campo dell'Ascoli in Serie B. Chiude la stagione al 22º posto, non riuscendo ad evitare la retrocessione in Serie C. Rimane in nerazzurro anche il primo mese e mezzo della stagione successiva, disputando 2 gare di Coppa Italia, che portano a 18 presenze e 1 rete il totale in nerazzurro.

#### Ternana
A metà agosto 2017 firma con la Ternana, in Serie B. Debutta con gli umbri il 26 agosto, alla prima giornata di campionato, rimanendo in campo tutta la gara pareggiata per 1-1 in casa contro l'Empoli. Il 9 settembre va a segno per la prima volta, realizzando dopo 7 minuti il gol che decide la sfida interna di Serie B contro il Cesena, vinta per 1-0.

## Statistiche

### Presenze nei club
Statistiche aggiornate al 4 maggio 2025.
| Stagione              | Squadra               | Campionato            | Campionato | Campionato | Coppe nazionali | Coppe nazionali | Coppe nazionali | Coppe continentali | Coppe continentali | Coppe continentali | Altre coppe | Altre coppe | Altre coppe | Totale | Totale | Totale |
| Stagione              | Squadra               | Comp                  | Pres       | Reti       | Comp            | Pres            | Reti            | Comp               | Pres               | Reti               | Comp        | Pres        | Reti        | Pres   | Reti   |        |
| --------------------- | --------------------- | --------------------- | ---------- | ---------- | --------------- | --------------- | --------------- | ------------------ | ------------------ | ------------------ | ----------- | ----------- | ----------- | ------ | ------ | ------ |
| 2009-2010             | Valle d'Aosta         | D                     | 4          | 0          | CI-D            | 0               | 0               | -                  | -                  | -                  | -           | -           | -           | 4      | 0      |        |
| 2010-2011             | Pergocrema            | 1D                    | 3          | 0          | CI-LP           | 0               | 0               | -                  | -                  | -                  | -           | -           | -           | 3      | 0      |        |
| 2011-2012             | Pergocrema            | 1D                    | 25         | 0          | CI-LP           | 0               | 0               | -                  | -                  | -                  | -           | -           | -           | 25     | 0      |        |
| Totale Pergocrema     | Totale Pergocrema     | Totale Pergocrema     | 28         | 0          | -               | 0               | 0               | -                  | -                  | -                  | -           | -           | -           | 28     | 0      |        |
| 2012-2013             | Avellino              | 1D                    | 21         | 2          | CI+CI-LP        | 2+0             | 0               | -                  | -                  | -                  | SdL-1D      | 1           | 0           | 24     | 2      |        |
| 2013-2014             | Avellino              | B                     | 17         | 0          | CI              | 1               | 0               | -                  | -                  | -                  | -           | -           | -           | 18     | 0      |        |
| Totale Avellino       | Totale Avellino       | Totale Avellino       | 38         | 2          | -               | 3               | 0               | -                  | -                  | -                  | -           | 1           | 0           | 42     | 2      |        |
| 2014-2015             | Reggiana              | LP                    | 35+3       | 6+1        | CI-LP           | 2               | 0               | -                  | -                  | -                  | -           | -           | -           | 40     | 7      |        |
| 2015-gen. 2016        | Reggiana              | LP                    | 17         | 1          | CI+CI-LP        | 2+1             | 1+0             | -                  | -                  | -                  | -           | -           | -           | 20     | 2      |        |
| gen.-giu. 2016        | Benevento             | LP                    | 12         | 4          | CI+CI-LP        | -               | -               | -                  | -                  | -                  | SC-LP       | 2           | 0           | 14     | 4      |        |
| 2016-gen. 2017        | Reggiana              | LP                    | 20         | 2          | CI+CI-LP        | 2+1             | 0               | -                  | -                  | -                  | -           | -           | -           | 23     | 2      |        |
| Totale Reggiana       | Totale Reggiana       | Totale Reggiana       | 75         | 10         | -               | 8               | 1               | -                  | -                  | -                  | -           | -           | -           | 83     | 11     |        |
| gen.-giu. 2017        | Pisa                  | B                     | 16         | 1          | CI              | -               | -               | -                  | -                  | -                  | -           | -           | -           | 16     | 1      |        |
| lug.-ago. 2017        | Pisa                  | C                     | 0          | 0          | CI+CI-C         | 2+0             | 0               | -                  | -                  | -                  | -           | -           | -           | 2      | 0      |        |
| Totale Pisa           | Totale Pisa           | Totale Pisa           | 16         | 1          | -               | 2               | 0               | -                  | -                  | -                  | -           | -           | -           | 18     | 1      |        |
| ago. 2017-2018        | Ternana               | B                     | 24         | 3          | CI              | -               | -               | -                  | -                  | -                  | -           | -           | -           | 24     | 3      |        |
| 2018-2019             | Catania               | C                     | 22+1       | 1          | CI+CI-C         | 2+1             | 0               | -                  | -                  | -                  | -           | -           | -           | 26     | 1      |        |
| 2019-2020             | Sambenedettese        | C                     | 25+1       | 1          | CI-C            | 0               | 0               |                    | -                  | -                  |             | -           | -           | 26     | 1      |        |
| 2020-2021             | Sambenedettese        | C                     | 36+1       | 4          | CI              | 1               | 0               | -                  | -                  | -                  | -           | -           | -           | 38     | 4      |        |
| Totale Sambenedettese | Totale Sambenedettese | Totale Sambenedettese | 63         | 5          | -               | 1               | 0               | -                  | -                  | -                  | -           | -           | -           | 64     | 5      |        |
| ago.-set. 2021        | Triestina             | C                     | 3          | 0          | CI-C            | 0               | 0               | -                  | -                  | -                  | -           | -           | -           | 3      | 0      |        |
| 2021-2022             | Sambenedettese        | D                     | 18+2       | 1+1        | CI-D            | 1               | 0               |                    | -                  | -                  |             | -           | -           | 21     | 2      |        |
| 2022-2023             | Sambenedettese        | D                     | 27         | 1          | CI-D            | 1               | 0               |                    | -                  | -                  |             | -           | -           | 28     | 1      |        |
| Totale Sambenedettese | Totale Sambenedettese | Totale Sambenedettese | 110        | 8          | -               | 3               | 0               | -                  | -                  | -                  | -           | -           | -           | 113    | 8      |        |
| 2023-2024             | L’Aquila              | D                     | 31+1       | 4          | CI-D            | 1               | 0               | -                  | -                  | -                  | -           | -           | -           | 33     | 4      |        |
| 2023-dic. 2024        | Ostia Mare            | D                     | 15         | 2          | CI-D            | 2               | 0               | -                  | -                  | -                  | -           | -           | -           | 17     | 2      |        |
| dic. 2024-2025        | Teramo                | D                     | 18+1       | 0          | CI-D            | 0               | 0               | -                  | -                  | -                  | -           | -           | -           | 19     | 0      |        |
| Totale carriera       | Totale carriera       | Totale carriera       | 399        | 35         |                 | 22              | 1               |                    | -                  | -                  |             | 3           | 0           | 424    | 36     |        |

## Palmarès

### Club

#### Competizioni nazionali
- Lega Pro Prima Divisione: 1

Avellino: 2012-2013 (Girone B)
- Supercoppa di Lega di Prima Divisione: 1

Avellino: 2013
- Lega Pro: 1

Benevento: 2015-2016 (Girone C)